# Сан Новело (Новара)
Сан Новело је насеље у Италији у округу Новара, региону Пијемонт.
Према процени из 2011. у насељу је живело 32 становника. Насеље се налази на надморској висини од 154 м.